# Mistrzostwa Europy w Biathlonie 2009
Mistrzostwa Europy w Biathlonie 2009 odbyły się w rosyjskiej miejscowości Ufa, w dniach 28 lutego–4 marca 2009 roku. Rozegrane zostały 4 konkurencje: bieg indywidualny, bieg sprinterski, bieg pościgowy i bieg sztafetowy. Wszystkie konkurencje zostały rozegrane dla mężczyzn i kobiet seniorów oraz juniorów. W sumie odbyło się 16 biegów.
Po raz pierwszy ME rozegrano w nowej formule – dopuszczono jedynie tych seniorów, którzy nie przekroczyli 26. roku życia. Dlatego też oficjalna nazwa imprezy brzmi: IBU Open European Championship U26 (Otwarte Mistrzostwa Europy do lat 26).

## Wyniki kobiet

### Bieg sprinterski – 7,5 km[1]
- Data: 28 lutego 2009

| Medal | Zawodnik              | Narodowość | Strzelanie | Wynik   | Strata  |
| ----- | --------------------- | ---------- | ---------- | ------- | ------- |
|       | Anastasija Kuźmina    | Słowacja   | 0+0        | 22:53,1 |         |
|       | Jana Romanowa         | Rosja      | 0+0        | 23:20,1 | +27,0   |
|       | Anastasija Kuzniecowa | Rosja      | 0+0        | 23:33,4 | +40,3   |
| ...   | ...                   | ...        | ...        | ...     | ...     |
| 24.   | Karolina Pitoń        | Polska     | 1+3        | 27:39,0 | +4:45,9 |
| 29.   | Katarzyna Jakiela     | Polska     | 0+2        | 28:23,3 | +5:30,2 |
| 30.   | Patrycja Hojnisz      | Polska     | 2+4        | 28:47,3 | +5:54,2 |

### Bieg pościgowy – 10 km[2]
- Data: 1 marca 2009

| Medal | Zawodnik           | Narodowość | Strzelanie | Wynik    | Strata   |
| ----- | ------------------ | ---------- | ---------- | -------- | -------- |
|       | Anastasija Kuźmina | Słowacja   | 0+0+0+1    | 36:03,25 |          |
|       | Wita Semerenko     | Ukraina    | 0+1+2+0    | 37:05,75 | +1:02,5  |
|       | Jana Romanowa      | Rosja      | 0+1+1+1    | 37:22,75 | +1:19,5  |
| ...   | ...                | ...        | ...        | ...      | ...      |
| 24.   | Karolina Pitoń     | Polska     | 2+1+2+1    | 48:14,24 | +12:11,0 |
| 27.   | Patrycja Hojnisz   | Polska     | 4+2+1+2    | 48:41,51 | +12:38,3 |
| 29.   | Katarzyna Jakiela  | Polska     | 2+0+1+3    | 49:50,50 | +13:47,3 |

### Bieg indywidualny – 15 km[3]
- Data: 3 marca 2009

| Medal | Zawodnik          | Narodowość | Strzelanie | Wynik   | Strata   |
| ----- | ----------------- | ---------- | ---------- | ------- | -------- |
|       | Juliane Döll      | Niemcy     | 0+0+0+3    | 46:22,1 |          |
|       | Anne Preußler     | Niemcy     | 0+0+0+2    | 47:14,5 | +52,4    |
|       | Liubow Petrowa    | Rosja      | 1+0+0+1    | 47:16,1 | +54,0    |
| ...   | ...               | ...        | ...        | ...     | ...      |
| 23.   | Katarzyna Jakiela | Polska     | 2+1+2+1    | 58:38,5 | +10:16,4 |
| 26.   | Karolina Pitoń    | Polska     | 2+2+4+2    | 59:17,8 | +12:55,7 |
| 27.   | Patrycja Hojnisz  | Polska     | 3+2+4+0    | 59:45,2 | +13:23,1 |

### Bieg sztafetowy – 4 × 6 km[4]
- Data: 4 marca 2009

| Medal | Drużyna                                                                               | Strzelanie                              | Wynik      | Strata   |
| ----- | ------------------------------------------------------------------------------------- | --------------------------------------- | ---------- | -------- |
|       | Ukraina · Ołena Pidhruszna · Wałentyna Semerenko · Inna Suprun · Wita Semerenko       | 0+4 0+5 0+2 0+0 0+2 0+2 0+0 0+1 0+0 0+2 | 1:14:37,65 |          |
|       | Rosja · Anastazja Kuzniecowa · Jekatierina Jurłowa · Marija Sadiłowa · Lubow Pietrowa | 0+4 1+6 0+2 0+0 0+1 0+1 0+0 1+3 0+1 0+2 | 1:17:12,41 | +2:34,8  |
|       | Niemcy · Tina Bachmann · Carolin Hennecke · Anne Preußler · Juliane Döll              | 0+4 1+7 0+2 1+3 0+1 0+1 0+1 0+3 0+0 0+0 | 1:18:24,70 | +3:47,1  |
| ...   | ...                                                                                   | ...                                     | ...        | ...      |
| 7.    | Polska · Karolina Pitoń · Katarzyna Leja · Magdalena Kępka · Katarzyna Jakiela        | 2+6 4+5 2+3 4+3 0+1 0+2 0+1 0+0 0+1 0+0 | 1:29:09,53 | +14:31,9 |

## Wyniki kobiet (juniorki)

### Bieg sprinterski – 7,5 km[5]
- Data: 28 lutego 2009

| Medal | Zawodnik          | Narodowość | Strzelanie | Wynik   | Strata  |
| ----- | ----------------- | ---------- | ---------- | ------- | ------- |
|       | Olga Wiłuchina    | Rosja      | 0+1        | 23:52,2 |         |
|       | Anastasija Kalina | Rosja      | 0+1        | 24:51,0 | +58,8   |
|       | Marine Bolliet    | Francja    | 0+1        | 25:11,8 | +1:19,6 |
| ...   | ...               | ...        | ...        | ...     | ...     |
| 30.   | Katarzyna Leja    | Polska     | 1+3        | 29:05,9 | +5:13,7 |
| 32.   | Magdalena Kępka   | Polska     | 3+1        | 29:57,8 | +6:05,6 |

### Bieg pościgowy – 10 km[6]
- Data: 1 marca 2009

| Medal | Zawodnik            | Narodowość | Strzelanie | Wynik    | Strata   |
| ----- | ------------------- | ---------- | ---------- | -------- | -------- |
|       | Olga Wiłuchina      | Rosja      | 0+0+0+1    | 35:30,73 |          |
|       | Anastasija Romanowa | Rosja      | 2+0+0+0    | 39:10,05 | +3:39,3  |
|       | Marine Bolliet      | Francja    | 0+0+0+1    | 40:04,24 | +4:33,5  |
| ...   | ...                 | ...        | ...        | ...      | ...      |
| 25.   | Katarzyna Leja      | Polska     | 2+1+1+0    | 48:16,62 | +12:45,9 |
| 28.   | Magdalena Kępka     | Polska     | 1+0+1+2    | 50:08,60 | +14:37,9 |

### Bieg indywidualny – 12,5 km[7]
- Data: 3 marca 2009

| Medal | Zawodnik         | Narodowość | Strzelanie | Wynik   | Strata   |
| ----- | ---------------- | ---------- | ---------- | ------- | -------- |
|       | Olga Wiłuchina   | Rosja      | 0+0+0+0    | 40:22,2 |          |
|       | Synnøve Solemdal | Norwegia   | 3+0+0+1    | 46:02,9 | +5:40,7  |
|       | Julija Dżima     | Ukraina    | 0+1+1+0    | 46:23,2 | +6:01,0  |
| ...   | ...              | ...        | ...        | ...     | ...      |
| 16.   | Katarzyna Leja   | Polska     | 1+1+0+2    | 51:00,9 | +10:38,7 |
| 18.   | Magdalena Kępka  | Polska     | 1+1+1+2    | 51:30,5 | +11:08,3 |

### Bieg sztafetowy – 3 × 6 km[8]
- Data: 4 marca 2009

| Medal | Drużyna                                                          | Strzelanie                      | Wynik      | Strata  |
| ----- | ---------------------------------------------------------------- | ------------------------------- | ---------- | ------- |
|       | Rosja · Anastasija Romanowa · Anastasija Kalina · Olga Wiłuchina | 0+1 1+4 0+0 0+1 0+1 1+3 0+0 0+0 | 58:50,59   |         |
|       | Białoruś · Darja Jurkiewicz · Maryja Kazłouskaja · Ała Tałkacz   | 0+4 0+6 0+1 0+0 0+2 0+3 0+1 0+3 | 1:00:58,14 | +2:07,6 |
|       | Rumunia · Luminita Piscoran · Diana Mihalacze · Réka Ferencz     | 0+1 0+5 0+0 0+1 0+1 0+2 0+0 0+2 | 1:02:14,38 | +3:23,8 |

Polki nie startowały.

## Wyniki mężczyzn

### Bieg sprinterski – 10 km[9]
- Data: 28 lutego 2009

| Medal | Zawodnik           | Narodowość | Strzelanie | Wynik   | Strata  |
| ----- | ------------------ | ---------- | ---------- | ------- | ------- |
|       | Rune Brattsveen    | Norwegia   | 1+1        | 26:11,9 |         |
|       | Jewgienij Ustiugow | Rosja      | 0+1        | 26:23,1 | +11,2   |
|       | Anton Szypulin     | Rosja      | 0+1        | 26:30,5 | +18,6   |
| ...   | ...                | ...        | ...        | ...     | ...     |
| 26.   | Mariusz Leja       | Polska     | 0+0        | 28:25,5 | +2:13,6 |
| 36.   | Mirosław Kobus     | Polska     | 0+3        | 29:14,6 | +3:02,7 |
| 43.   | Piotr Kotas        | Polska     | 1+2        | 30:08,6 | +3:56,7 |
| 46.   | Tomasz Puda        | Polska     | 0+2        | 30:57,0 | +4:45,1 |

### Bieg pościgowy – 12,5 km[10]
- Data: 1 marca 2009

| Medal | Zawodnik        | Narodowość | Strzelanie | Wynik    | Strata  |
| ----- | --------------- | ---------- | ---------- | -------- | ------- |
|       | Daniel Böhm     | Niemcy     | 0+2+1+0    | 37:47,45 |         |
|       | Serhij Sedniew  | Ukraina    | 0+0+0+0    | 37:55,29 | +7,8    |
|       | Rune Brattsveen | Norwegia   | 2+2+1+1    | 37:58,94 | +11,5   |
| ...   | ...             | ...        | ...        | ...      | ...     |
| 34.   | Mariusz Leja    | Polska     | 0+2+3+1    | 45:01,18 | +7:13,7 |
| 38.   | Mirosław Kobus  | Polska     | 1+1+3+2    | 46:51,91 | +9:04,5 |
| 39.   | Tomasz Puda     | Polska     | 0+0+1+0    | 47:16,45 | +9:29,0 |
| 40.   | Piotr Kotas     | Polska     | 0+2+1+2    | 47:37,31 | +9:49,9 |

### Bieg indywidualny – 20 km[11]
- Data: 3 marca 2009

| Medal | Zawodnik        | Narodowość | Strzelanie | Wynik     | Strata   |
| ----- | --------------- | ---------- | ---------- | --------- | -------- |
|       | Wiktor Wasiljew | Rosja      | 0+0+0+0    | 54:20,1   |          |
|       | Dag Erik Kokkin | Norwegia   | 0+0+0+1    | 55:44,8   | +1:24,7  |
|       | Serhij Sedniew  | Ukraina    | 1+0+0+0    | 56:22,4   | +2:02,3  |
| ...   | ...             | ...        | ...        | ...       | ...      |
| 28.   | Mirosław Kobus  | Polska     | 1+1+1+1    | 1:03:24,2 | +9:04,1  |
| 36.   | Piotr Kotas     | Polska     | 1+3+2+1    | 1:05:39,9 | +11:19,8 |
| 44.   | Mariusz Leja    | Polska     | 0+3+3+3    | 1:07:39,4 | +13:19,3 |
| 48.   | Tomasz Puda     | Polska     | 3+1+2+2    | 1:11:07,1 | +16:47,0 |

### Bieg sztafetowy – 4 × 7,5 km[12]
- Data: 4 marca 2009

| Medal | Drużyna                                                                           | Strzelanie                              | Wynik      | Strata   |
| ----- | --------------------------------------------------------------------------------- | --------------------------------------- | ---------- | -------- |
|       | Norwegia · Dag Erik Kokkin · Henrik L’Abée-Lund · Tarjei Bøe · Rune Brattsveen    | 0+3 0+4 0+0 0+2 0+1 0+0 0+2 0+0 0+0 0+2 | 1:18:05,29 |          |
|       | Niemcy · Simon Schempp · Daniel Böhm · Norbert Schiller · Christoph Knie          | 0+3 0+7 0+1 0+0 0+1 0+3 0+1 0+2 0+0 0+2 | 1:19:36,59 | +1:31,3  |
|       | Rosja · Witalij Noricyn · Anton Szypulin · Aleksandr Szriejdier · Wiktor Wasiljew | 0+1 1+3 0+0 0+0 0+1 1+3 0+0 0+0         | 1:20:20:52 | +2:15,3  |
| ...   | ...                                                                               | ...                                     | ...        | ...      |
| 12.   | Polska · Tomasz Puda · Mariusz Leja · Mirosław Kobus · Piotr Kotas                | 0+5 1+6 0+1 0+1 0+3 0+1 0+0 0+1 0+1 1+3 | 1:29:10:92 | +11:05,7 |

## Wyniki mężczyzn (juniorzy)

### Bieg sprinterski – 10 km[13]
- Data: 28 lutego 2009

| Medal | Zawodnik              | Narodowość | Strzelanie | Wynik   | Strata  |
| ----- | --------------------- | ---------- | ---------- | ------- | ------- |
|       | Tarjei Bø             | Norwegia   | 0+1        | 26:16,9 |         |
|       | Simon Schempp         | Niemcy     | 0+2        | 27:10,9 | +54,0   |
|       | Uładzimir Czapielin   | Białoruś   | 0+2        | 27:20,4 | 1:03,5  |
| ...   | ...                   | ...        | ...        | ...     | ...     |
| 22.   | Wojciech Maryniarczyk | Polska     | 1+0        | 30:00,8 | +3:43,9 |
| 36.   | Marek Firlej          | Polska     | 1+1        | 32:22,8 | +6:05,9 |
| 37.   | Krzysztof Miętus      | Polska     | 2+1        | 32:37,6 | +6:20,7 |
| 39.   | Adrian Staryk         | Polska     | 3+4        | 32:57,2 | +6:40,3 |

### Bieg pościgowy – 12,5 km[14]
- Data: 1 marca 2009

| Medal | Zawodnik              | Narodowość | Strzelanie | Wynik    | Strata   |
| ----- | --------------------- | ---------- | ---------- | -------- | -------- |
|       | Tarjei Bø             | Norwegia   | 1+0+3+2    | 38:54,91 |          |
|       | Simon Schempp         | Niemcy     | 0+1+2+1    | 39:08,45 | +13,5    |
|       | Aleksiej Wołkow       | Rosja      | 0+1+2+0    | 39:45,09 | +50,1    |
| ...   | ...                   | ...        | ...        | ...      | ...      |
| 22.   | Wojciech Maryniarczyk | Polska     | 3+2+2+2    | 47:14,00 | +8:19,1  |
| 33.   | Marek Firlej          | Polska     | 2+1+2+1    | 50:33,18 | +11:38,2 |
| 36.   | Adrian Staryk         | Polska     | 3+2+4+3    | 52:57,20 | +14:02,3 |
| 37.   | Krzysztof Miętus      | Polska     | 2+3+1+0    | 53:07,72 | +14:12,8 |

### Bieg indywidualny – 15 km[15]
- Data: 3 marca 2009

| Medal | Zawodnik              | Narodowość | Strzelanie | Wynik   | Strata   |
| ----- | --------------------- | ---------- | ---------- | ------- | -------- |
|       | Tarjei Bø             | Norwegia   | 1+0+1+0    | 40:13,3 |          |
|       | Serhij Semenow        | Ukraina    | 1+1+0+1    | 41:36,2 | +1:22,9  |
|       | Nazir Rabadanow       | Rosja      | 0+2+0+0    | 42:26,6 | +2:13,3  |
| ...   | ...                   | ...        | ...        | ...     | ...      |
| 15.   | Wojciech Maryniarczyk | Polska     | 0+1+1+1    | 46:20,8 | +6:07,5  |
| 21.   | Marek Firlej          | Polska     | 1+0+0+3    | 47:34,5 | +7:21,2  |
| 34.   | Krzysztof Miętus      | Polska     | 2+2+1+1    | 50:57,1 | +10:43,8 |
| 37.   | Adrian Staryk         | Polska     | 0+2+4+3    | 51:56,7 | +11:43,4 |

### Bieg sztafetowy – 4 × 7,5 km[16]
- Data: 4 marca 2009

| Medal | Drużyna                                                                                  | Strzelanie                               | Wynik      | Strata   |
| ----- | ---------------------------------------------------------------------------------------- | ---------------------------------------- | ---------- | -------- |
|       | Rosja · Nazir Rabadanow · Siergiej Kugubajew · Timofiej Łapszyn · Aleksiej Wołkow        | 2+4 0+2 0+0 0+1 0+1 0+0 2+3 0+1 0+0 0+0  | 1:22:07,53 |          |
|       | Ukraina · Mychajło Serdiuk · Witalij Kilczycki · Witalij Sokoluk · Nazarij Burik         | 0+3 0+4 0+1 0+1 0+0 0+0 0+2 0+2 0+0 0+1  | 1:24:40,28 | +2:32,7  |
|       | Białoruś · Siarhiej Rucewicz · Uładzimir Czapielin · Wital Cwietau · Uładzimir Alaniszka | 2+10 0+6 1+3 0+0 0+1 0+2 0+3 0+1 1+3 0+3 | 1:25:15,52 | +3:08,0  |
| ...   | ...                                                                                      | ...                                      | ...        | ...      |
| 7.    | Polska · Wojciech Maryniarczyk · Marek Firlej · Krzysztof Miętus · Adrian Staryk         | 2+6 1+5 1+3 1+3 0+1 0+0 0+0 0+2 1+2 0+0  | 1:32:32,05 | +10:24,5 |

## Tabela medalowa
| Miejsce | Państwo  |   |   |   | Razem |
| ------- | -------- | - | - | - | ----- |
| 1.      | Rosja    | 6 | 5 | 7 | 18    |
| 2.      | Norwegia | 5 | 2 | 1 | 8     |
| 3.      | Niemcy   | 2 | 4 | 1 | 7     |
| 4.      | Słowacja | 2 |   |   | 2     |
| 5.      | Ukraina  | 1 | 4 | 2 | 7     |
| 6.      | Białoruś |   | 1 | 2 | 3     |
| 7.      | Francja  |   |   | 2 | 2     |
| 8.      | Rumunia  |   |   | 1 | 1     |